# ウィリアム・キャヴェンディッシュ＝ベンティンク (インド総督)
ウィリアム・ヘンリー・キャヴェンディッシュ＝ベンティンク卿（英: Lord William Henry Cavendish-Bentinck GCB GCH PC、1774年9月14日 – 1839年6月17日）は、イギリスの軍人・政治家。バス勲章ナイト・グランド・クロス勲爵士、ロイヤル・ゲルフ勲章ナイト・グランド・クロス勲爵士、枢密顧問官。最終階級は陸軍中将。最後のベンガル総督（在任: 1828年 – 1833年）。初代インド総督（在任: 1833年 – 1835年）。
第3代ポートランド公爵ウィリアム・キャヴェンディッシュ＝ベンティンクと夫人ドロシー・キャヴェンディッシュ（第4代デヴォンシャー公爵ウィリアム・キャヴェンディッシュの娘）の二男。

## 経歴
初めは軍人であり、半島戦争でシチリアへ従軍。1803年にマドラス知事となってインドへ赴任するが、ヴェールール（現在のタミル・ナードゥ州）でインド人傭兵（スィパーヒー）の暴動が1806年に起こり、その責任をとり翌年辞任した。のちベンガル総督の候補に挙げられたが、実現したのは1828年になってからだった。1833年、イギリス東インド会社特許状法によるインド統治法改正により、初代インド総督へ格上げとなった。その統治は、司法・行政上の機構改革が知られるが、赤字続きのインド財政の立て直し（放漫な経営と、戦費の減少による）をはかり、経費節約、税制改革をおこなって財源確保につとめ、彼の統治期間中珍しくも戦争が起こらなかったことも相まって、黒字転換に成功した。
また、サティー（妻の殉死）の禁止（1829年）、旅行者を絞殺する宗教的秘密結社「サギー教」の弾圧、インドにおける初等教育の英語義務化、インド人を行政上上位の地位までつとめられるようにしたことも有名である。マイソールの藩王から行政権を奪い、クールグ藩王国を併合したが、概してインドの古い習慣や制度は、イギリスの政策に触らない限り温存して無駄な刺激を避けた。1835年に帰国後、爵位を辞退し、グラスゴー選出の庶民院議員としてイギリスの議会へ復帰。4年後にパリで死去。